# Kashmir (bài hát)
"Kashmir" là ca khúc của ban nhạc rock người Anh Led Zeppelin, được phát hành trong album Physical Graffiti (1975). Ca khúc này được sáng tác và sản xuất trong vòng 3 năm bởi Jimmy Page và Robert Plant với sự hỗ trợ từ John Bonham.
"Kashmir" là ca khúc trình diễn trực tiếp tiêu biểu và thường xuyên được thể hiện trong các chương trình hòa nhạc của ban nhạc. Cùng với "Stairway to Heaven", đây thường được coi là một trong những ca khúc mang âm hưởng progressive nhất của Led Zeppelin.

## Tôn vinh
"Kashmir" được nhiều tạp chí nổi tiếng trên thế giới xếp hạng:
| Tạp chí       | Quốc gia | Danh hiệu                                     | Năm công bố | Thứ hạng |
| ------------- | -------- | --------------------------------------------- | ----------- | -------- |
| Classic Rock  | Hoa Kỳ   | "Top 50 bài hát rock vĩ đại nhất"             | 1995        | 20       |
| Classic Rock  | Anh      | "10 bài hát vĩ đại nhất..."                   | 1999        | 23       |
| VH1           | Hoa Kỳ   | "100 bài hát vĩ đại nhất"                     | 2000        | 62       |
| Rolling Stone | Hoa Kỳ   | "500 bài hát vĩ đại nhất"                     | 2010        | 141      |
| Rolling Stone | Hoa Kỳ   | "500 bài hát vĩ đại nhất"                     | 2021        | 148      |
| Blender       | Hoa Kỳ   | "500 bài hát cho CD mà bạn phải có"           | 2003        | *        |
| Q             | Hoa Kỳ   | "1010 bài hát mà bạn phải có!"                | 2004        | *        |
| Q             | Anh      | "Tuyển tập bài hát hay nhất — Rock"           | 2005        | *        |
| Q             | Anh      | "100 bài hát vĩ đại nhất mọi thời đại"        | 2006        | 74       |
| VH1           | Hoa Kỳ   | "Những bài hát hard rock vĩ đại nhất của VH1" | 2009        | 21       |

(*) không có thứ tự cụ thể

## Xếp hạng và chứng chỉ
| Bảng xếp hạng (2007)                         | Vị trí cao nhất |
| -------------------------------------------- | --------------- |
| UK Singles Chart                             | 80              |
| Swiss Singles Chart                          | 64              |
| US Billboard Hot Digital Songs Chart         | 42              |
| US Billboard Hot Digital Tracks Chart        | 49              |
| Canadian Billboard Hot Digital Singles Chart | 33              |

Chứng chỉ
| Quốc gia                                                                                             | Chứng nhận | Số đơn vị/doanh số chứng nhận |
| --- | ---------- | ----------------------------- |
| Ý (FIMI)                                                                                             | Vàng       | 15.000*                       |
| Anh Quốc (BPI)                                                                                       | Bạc        | 200.000‡                      |
| * Chứng nhận dựa theo doanh số tiêu thụ. ‡ Chứng nhận dựa theo doanh số tiêu thụ và phát trực tuyến. |            |                               |